# Hiltrud Werner
Hiltrud Dorothea Werner (* 16. April 1966 in Bad Doberan) ist eine deutsche Managerin und Führungskraft. Sie leitete von 2017 bis 2022 den Geschäftsbereich Integrität und Recht im Vorstand der Volkswagen AG.

## Beruflicher Werdegang
Hiltrud Werners Vater war Diakon. Sie wuchs in Bad Doberan und ab 1971 in Apolda auf und schloss im Jahr 1985 ihre Ausbildung zur Facharbeiterin für Textiltechnik in Mühlhausen/Thüringen mit Abitur ab und arbeitete zunächst als Facharbeiterin für Textiltechnik.
Anschließend studierte sie an der Martin-Luther-Universität Halle-Wittenberg Mathematische Methoden und Datenverarbeitung in der Wirtschaft und erhielt im Jahr 1989 einen Abschluss als Diplom-Ökonomin.
Nach ihrem Studium begann sie im Jahr 1991 ihre berufliche Laufbahn als Projektmanagerin für Prozessoptimierung bei der Softlab GmbH in München. Im Jahr 1996 wechselte sie zur BMW AG. Dort absolvierte sie ein internationales Management-Traineeprogramm und arbeitete danach in der BMW Bank GmbH als Abteilungsleiterin. Im Jahr 2000 wechselte sie in die Konzernrevision und übernahm 2003 die Leitung der BMW Revisionsabteilung für Großbritannien und Irland mit weltweiter Verantwortung für die Marken Rolls-Royce Motor Cars und MINI. Nach ihrer Rückkehr aus Großbritannien wurde sie im Jahr 2008 Leiterin der Konzernrevision Finanzdienstleistungen.
Ab dem Jahr 2011 verantwortete sie als Chief Audit Executive die Revision bei der MAN SE, im Jahr 2014 wechselte sie zur ZF Friedrichshafen AG und übernahm die Leitung der Revision.
Zum 1. Januar 2016 übernahm Hiltrud Werner die Leitung der Konzernrevision der Volkswagen AG.
Ab dem 1. Februar 2017 wurde sie zum Vorstand der Volkswagen AG, Geschäftsbereich Integrität und Recht, berufen. In dieser Funktion folgte sie Christine Hohmann-Dennhardt. Da ihr Vertrag nicht verlängert wurde, endete ihre Vorstandstätigkeit Ende Januar 2022.
Hiltrud Werner war von 2017 bis Ende Januar 2022 Mitglied des Aufsichtsrats der Audi AG. Im Jahr 2018 übernahm sie zusätzliche Aufsichtsratsmandate bei den Konzernmarken Porsche AG und Seat SA sowie der Traton Group, unter der die Lastwagensparte von Volkswagen mit den Marken MAN und Scania zusammengefasst ist. Auch diese Tätigkeit endete mit dem Ausstieg aus dem Vorstand des Volkswagen-Konzerns. Ihre ehrenamtliche Funktion als Aufsichtsratsvorsitzende der Mitteldeutschen Flughafen AG behält sie derzeit bei.

## Arbeit im Vorstand
Als Teil des Vorstands der Volkswagen AG war Hiltrud Werner für den Geschäftsbereich Integrität und Recht zuständig. Sie verantwortete weltweit Themenbereiche wie Compliance-Organisation, Risikomanagement, Datenschutz, Corporate Governance und Integritätsmanagement. Ihre Aufgabe war es, eine ethische Kultur im Unternehmen zu etablieren.
Hiltrud Werner war in diesem Zeitraum die einzige Frau im Vorstand der Volkswagen AG und die erste Ostdeutsche.

## Persönliches
Hiltrud Werner ist verheiratet und hat zwei erwachsene Kinder.

## Engagement
Nach eigenen Angaben spielte ihre Herkunft aus Ostdeutschland eine wichtige Rolle für sie. Als sie nach der Wende nach Westdeutschland zog, sei sie offenen Feindseligkeiten aufgrund ihrer Herkunft ausgesetzt gewesen. Für ihre Entscheidung, in ihrem ersten Job in Westdeutschland als einzige Mutter in einem Unternehmen mit 850 Mitarbeitern Vollzeit zu arbeiten, erntete sie oft Unverständnis.
Hiltrud Werner setzt sich für Diversität und die Stärkung der Rolle von Frauen in Unternehmen ein. Sie fordert Gleichberechtigung und Lohngleichheit.
Sie ist Teil des Women Leaders Global Forum und tritt in diesem Rahmen regelmäßig bei verschiedenen Diskussionsforen als Sprecherin auf, wie z. B. bei Gender & Tech. Neue Ideen für eine diversere Zukunft des Goethe-Instituts.
Sie setzt sich als Teil der Women Corporate Directors im Rahmen der 2019 Thought Leadership Commission für eine höhere Diversität auf Vorstandsebene ein.
Zudem ist Werner Mitglied des erweiterten Präsidiums des Wirtschaftsforums der SPD.
Hiltrud Werner war im Jahr 2019 Sprecherin beim Fortune Most Powerful Women International Summit in London.
Für ihr Engagement erhielt Hiltrud Werner diverse Auszeichnungen, wie z. B. im Jahr 2019 den Mentor Award of the Year for Advancement of Women in Compliance.